# Llista Autonomista Caldea-Siríaca-Assíria
Llista Autonomista Caldea-Siríaca-Assíria (o Llista d'Autogovern Caldea-Siríaca-Assíria) fou una coalició política assíria del Kurdistan Iraquià.
Es va formar el 2009 quan el Partit Comunista Khaldu-Ashur, secció assíria del Partit Comunista del Kurdistan, es va aliar al Partit Patriòtic Assiri. La llista només va aconseguir 1.680 vots (0,09%, molt menys que el Partit Comunista quan es va presentar en solitari el 1992), i no va obtenir escó.